# Renée April
Renée April est une costumière québécoise de cinéma et de spectacle.

## Biographie
Renée April est originaire de Rivière-du-Loup, au Québec. Sa carrière de costumière commence à la fin des années 1970. Elle fait l’objet en 2012-2013 d’une exposition rétrospective au musée de l’Amérique française à Québec : De film en aiguille, Les créations de Renée April à Hollywood. Dans les années 2010, elle travaille notamment aux côtés de Denis Villeneuve sur les productions de Premier contact et Blade Runner 2049. Son travail sur la suite de Blade Runner s’inscrit dans l’esthétique futuriste et sombre du premier film, tout en incorporant de nouveaux éléments liés à la vision de Villeneuve.

## Filmographie
- 1983 : Maria Chapdelaine
- 1984 : Un printemps sous la neige
- 1985 : Agnès de Dieu
- 1986 : Les Enfants du silence
- 1987 : Nowhere to Hide (en)
- 1988 : Les Modernes
- 1988 : The Kiss
- 1991 : Amoureux fou
- 1991 : Robe noire
- 1992 : Cœur de métisse
- 1992 : Coyote
- 1994 : Mrs Parker et le Cercle vicieux
- 1998 : Le Violon rouge
- 1999 : Grey Owl
- 2001 : Braquages
- 2003 : Confessions d'un homme dangereux
- 2003 : Le Mystificateur
- 2004 : Le Jour d’après
- 2004 : Noël
- 2005 : Un parcours de légende
- 2006 : The Fountain
- 2006 : La Nuit au musée
- 2007 : Pathfinder
- 2008 : 10 000
- 2008 : Blindness
- 2010 : Percy Jackson : Le Voleur de foudre
- 2011 : Source Code
- 2011 : La Planète des singes : Les Origines
- 2013 : Prisoners
- 2013 : Enemy
- 2014 : Le Prodige
- 2015 : Sicario
- 2016 : Premier contact
- 2017 : Blade Runner 2049
- 2019 : Murder Mystery

## Récompenses et distinctions
- 2018 : nommée pour les Costume Designers Guild Awards[5]
- 2019 : membre de l’Ordre du Canada[6]